# Commission scolaire au Cœur-des-Vallées
 (septembre 2020).
Pour les raisons suivantes :
- Les commissions scolaires québécoises étaient une forme de gouvernement local composé de commissaires élus et disposant de pouvoirs de taxation. Leur admissibilité dans Wikipédia est bien établie.
- Par contre, les centres de service scolaires sont plutôt des centres administratifs relevant du ministère de l'Éducation. Leur mode de gestion et leurs pouvoirs sont différents de ceux des commissions scolaires. Leur admissibilité selon les critères de Wikipédia n'a pas encore été démontrée.
- Vu leur nature différente, les éventuels articles sur les centres de services scolaires devraient être distincts de ceux des commissions scolaires, et non des renommages de ceux-ci.
- Les contributeurs sont invités à discuter de ce sujet sur Discussion Projet:Québec.

La commission scolaire au Cœur-des-Vallées (CSCV) est une ancienne commission scolaire québécoise francophone située en Outaouais, ayant existé de 1998 à 2020.
Succédant aux commissions scolaires de la Seigneurie et de la Vallée-de-la-Lièvre le 1er juillet 1998, son territoire comprend Buckingham, Masson-Angers, ainsi qu'une partie des municipalités régionales de comté des Collines-de-l'Outaouais et de Papineau. Elle est abolie le 15 juin 2020 et remplacée par un centre de services scolaire.

## Histoire
La commission scolaire au Cœur-des-Vallées, désignée initialement par le code 07-03, est créée en 1997 dans le cadre de la déconfessionnalisation du système scolaire public québécois. Elle résulte de la fusion de deux anciennes commissions scolaires catholiques : la commission scolaire de la Seigneurie (CSS) et la commission scolaire de la Vallée-de-la-Lièvre (CSVL). Un conseil provisoire est formé en octobre 1997 afin d'assurer la transition. À la suite d'un concours mené auprès des élèves de la CSS et de la CSVL, le nom au Cœur-des-Vallées est choisi pour la nouvelle entité en février 1998, évoquant les vallées de la rivière du Lièvre et de la rivière de la Petite Nation. Ce choix vise à favoriser l’unité de l'ensemble de la région et à éviter de maintenir la distinction entre les deux commissions scolaires préexistantes. La CSCV débute officiellement ses opérations le 1er juillet 1998.

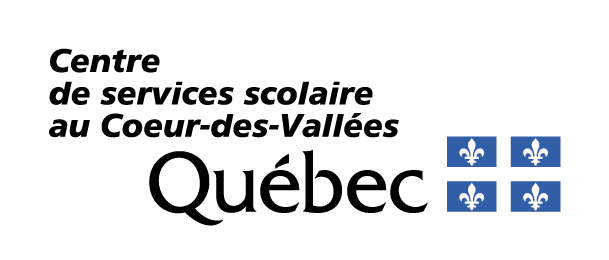
Logo du centre de services scolaire au Cœur-des-Vallées.

Comme toutes les autres commissions scolaires francophones au Québec, la CSCV est abolie le 15 juin 2020 dans le cadre de la réforme de la gouvernance scolaire menée par le gouvernement du Québec. Elle est alors remplacée par le centre de services scolaire au Cœur-des-Vallées (CSSCV), qui adopte un logo conforme au programme d'identification visuelle du gouvernement . Son premier conseil d'administration est formé le 15 octobre 2020.

## Territoire desservi
Le territoire desservi par la commission scolaire au Cœur-des-Vallées comprend les villes de Buckingham et de Masson-Angers, intégrées comme secteurs de la ville de Gatineau le 1er janvier 2002. Elle comprend aussi les municipalités de L'Ange-Gardien et de Notre-Dame-de-la-Salette, situées dans la municipalité régionale de comté (MRC) des Collines-de-l'Outaouais, ainsi que l'ensemble des municipalités de la MRC de Papineau, à l'exception de Lac-des-Plages.

## Établissements
La commission scolaire au Cœur-des-Vallées possède des écoles primaires, des écoles secondaires, des centres d'éducation aux adultes ainsi qu'un centre de formation professionnelle.

### Écoles primaires
- École Adrien Guillaume
- École du Boisé
- École Maria-Goretti
- École Monseigneur Charbonneau
- École de la Montagne
- École Providence/J.-M.-Robert
  - Immeuble Providence
  - Immeuble J.-M.-Robert
- École aux Quatre-Vents
- École du Ruisseau
- École du Sacré-Coeur (Gatineau)
- École Sacré-Coeur (Plaisance)
- École Saint-Coeur-de-Marie
- École Saint-Jean-de-Brébeuf
- École Saint-Laurent
- École Saint-Michel (Gatineau)
- École Saint-Michel (Montebello)
- École Saint-Pie-X

### Écoles secondaires
- École secondaire Hormisdas-Gamelin
- École secondaire Louis-Joseph-Papineau
- Providence/J.-M.-Robert
- École  Sainte-Famille/aux Trois-Chemins
- École Saint-Michel (Gatineau)

### Centres d'éducation aux adultes
- La Cité
- Le Vallon

### Centres de formation professionnelle
- Relais de la Lièvre-Seigneurie
  - Pavillon Relais de la Lièvre
  - Pavillon Seigneurie